# Березицька Школа-Інтернат
Березицька Школа-Інтернат (рос. Березичская Школа-Интернат) — село в Козельському районі Калузької області Російської Федерації.
Населення становить 76 осіб. Входить до складу муніципального утворення Село Березицький склозавод.

## Історія
Від 2004 року входить до складу муніципального утворення Село Березицький склозавод.

## Населення
| 2002 | 2010 |
| ---- | ---- |
| 108  | ↘76  |